# EasyJet Europe
easyJet Europe Airline GmbH ist eine österreichische Billigfluggesellschaft mit Sitz in Wien. Sie ist eine Tochtergesellschaft der britischen easyJet.

## Geschichte
easyJet Europe wurde am 18. Juli 2017 gegründet und startete den Flugbetrieb am 20. Juli 2017 mit einem Flug vom Flughafen London-Luton zum neuen Heimatflughafen Wien. Die Fluggesellschaft wurde gegründet, um auch nach dem geplanten EU-Austritt des Vereinigten Königreichs und den damit eventuell wegfallenden Freiheiten der Luft noch Flüge innerhalb der Europäischen Union anbieten zu können. easyJet Europe soll den überwiegenden Teil der Flugzeuge und Mitarbeiter der Muttergesellschaft easyJet mit Ausnahme der in Großbritannien stationierten aufnehmen.

## Flugziele
Bis einschließlich 30. März 2019 flog easyJet Europe im Streckennetz der Muttergesellschaft easyJet unter deren Flugnummern (EZY), seit dem Sommerflugplan 2019 werden Flüge unter eigenen, mit EJU beginnenden Flugnummern durchgeführt.

## Basen
easyJet Europe betreibt 21 Basen in 6 Ländern:
- Deutschland: Berlin-Brandenburg
- Frankreich: Bordeaux, Lyon, Nantes, Nizza, Paris-Charles-de-Gaulle, Paris-Orly, Toulouse
- Italien: Mailand-Linate, Mailand-Malpensa, Neapel, Rom-Fiumicino, Venedig
- Niederlande: Amsterdam
- Portugal: Faro (saisonal), Lissabon, Porto
- Spanien: Alicante (saisonal), Barcelona, Málaga (saisonal), Palma de Mallorca (saisonal)

## Flotte
Mit Stand April 2025 besteht die Flotte der easyJet Europe aus 136 Flugzeugen mit einem Durchschnittsalter von 10,2 Jahren:
| Flugzeugtyp     | aktiv | bestellt | Anmerkungen   | Sitzplätze | Durchschnittsalter |
| --------------- | ----- | -------- | ------------- | ---------- | ------------------ |
| Airbus A319-100 | 035   | 0        |               | 156        | 16,2 Jahre         |
| Airbus A320-200 | 075   |          | einer inaktiv | 180 186    | 10,0 Jahre         |
| Airbus A320neo  | 018   | 0        | einer inaktiv | 186        | 02,5 Jahre         |
| Airbus A321neo  | 08    | 0        |               | 235        | 03,3 Jahre         |
| Gesamt          | 136   | -        |               |            | 10,2 Jahre         |

### Aktuelle Sonderbemalungen
| Flugzeugtyp     | Luftfahrzeugkennzeichen                          | Bemalung       | Zeitraum | Bild |
| --------------- | ------------------------------------------------ | -------------- | --- | ---- |
| Airbus A320-200 | OE-INI                                           | „Berlin“       | seit März 2024 |      |
| Airbus A320-200 | OE-IVA                                           | „Austria“      | seit Juli 2017 |      |
| Airbus A320neo  | OE-LSF OE-LSM OE-LSN OE-LSO OE-LSP OE-LSU OE-LSV | „NEO“          | OE-LSF: seit März 2024 OE-LSM: seit August 2022 OE-LSN: seit November 2022 OE-LSO: seit Dezember 2022 OE-LSP: seit Januar 2023 OE-LSU: seit April 2024 OE-LSV: seit April 2024 |      |
| Airbus A321neo  | OE-ISH                                           | „400th Airbus“ | seit April 2024 |      |